# Plagiochilidium
Plagiochilidium là một chi rêu trong họ Plagiochilaceae.